# Alnus serrulatoides
Alnus serrulatoides är en björkväxtart som beskrevs av Alfons S. Callier. Alnus serrulatoides ingår i släktet alar, och familjen björkväxter. Inga underarter finns listade.